# Pétrissage
Petrissage (do francês pétrir, "amassar") são movimentos de massagem com aplicação de pressão profunda que comprimir os músculos subjacentes. Amassar, torcer, rolar a pele e o pegar-e-apertar são os movimentos do pétrissage. Eles são todos realizados com o colar da superfície palmar da mão, com a superfície do dedo e também com os polegares.
Durante o amassamento, as mãos devem ser moldada para a área e os movimentos devem ser lentos e rítmicos.
Fazer pressão com as juntas dos dedos, é uma outra forma de amassar, mas usando a junta fechada para amassar e levantar, em movimentos circulares e direcionados para cima.
O entesouramento é outro movimento de petrissage que é realizado apenas sobre uma área plana, com muito pouca pressão. Os dedos indicador e médio de ambas as mãos são usados somente para este movimento. Eles são colocados um em frente do outro e, em seguida, lentamente trabalhados em direção um ao outro, puxando e soltando enquanto eles prosseguem.